# Handebol nos Jogos Sul-Americanos de 2002
O torneio de handebol masculino dos Jogos Sul-Americanos de 2002 foram realizados de 3 a 9 de agosto de 2002, em São Bernardo do Campo.
Foi a primeira edição da competição de handebol na história deste evento. Eles também serviram como qualificação para os Jogos Pan-Americanos de 2003. A competição foi realizada no Ginásio Poliesportivo Adib Moysés Dib.
O torneio foi vencido pela Argentina.

## Primeira fase

### Grupo único
| Time      | P | V | E | D | GP  | GC  | SG  | Pts. |
| --------- | - | - | - | - | --- | --- | --- | ---- |
| Argentina | 4 | 4 | 0 | 0 | 119 | 51  | +68 | 8    |
| Brasil    | 4 | 3 | 0 | 1 | 120 | 56  | +64 | 6    |
| Chile     | 4 | 1 | 0 | 3 | 68  | 103 | -35 | 2    |
| Uruguai   | 4 | 1 | 0 | 3 | 67  | 107 | -40 | 2    |
| Paraguai  | 4 | 1 | 0 | 3 | 72  | 129 | -57 | 2    |

| 03/09/2002 18:30 | Paraguai | 28–27 | Uruguai | Ginásio Poliesportivo Adib Moysés Dib, São Bernardo do Campo |
| 03/09/2002 18:30 | (14-15)  |       |         | Ginásio Poliesportivo Adib Moysés Dib, São Bernardo do Campo |
| 03/09/2002 18:30 |          |       |         | Ginásio Poliesportivo Adib Moysés Dib, São Bernardo do Campo |

| 03/09/2002 20:30 | Argentina | 28–10 | Chile | Ginásio Poliesportivo Adib Moysés Dib, São Bernardo do Campo |
| 03/09/2002 20:30 | (17-3)    |       |       | Ginásio Poliesportivo Adib Moysés Dib, São Bernardo do Campo |
| 03/09/2002 20:30 |           |       |       | Ginásio Poliesportivo Adib Moysés Dib, São Bernardo do Campo |

| 04/09/2002 18:15 | Brasil | 32-9 | Uruguai | Ginásio Poliesportivo Adib Moysés Dib, São Bernardo do Campo |
| 04/09/2002 18:15 | (17-4) |      |         | Ginásio Poliesportivo Adib Moysés Dib, São Bernardo do Campo |
| 04/09/2002 18:15 |        |      |         | Ginásio Poliesportivo Adib Moysés Dib, São Bernardo do Campo |

| 04/09/2002 20:15 | Chile   | 26-23 | Paraguai | Ginásio Poliesportivo Adib Moysés Dib, São Bernardo do Campo |
| 04/09/2002 20:15 | (17-12) |       |          | Ginásio Poliesportivo Adib Moysés Dib, São Bernardo do Campo |
| 04/09/2002 20:15 |         |       |          | Ginásio Poliesportivo Adib Moysés Dib, São Bernardo do Campo |

| 05/09/2002 17:00 | Brasil | 33-15 | Chile | Ginásio Poliesportivo Adib Moysés Dib, São Bernardo do Campo |
| 05/09/2002 17:00 | (19-5) |       |       | Ginásio Poliesportivo Adib Moysés Dib, São Bernardo do Campo |
| 05/09/2002 17:00 |        |       |       | Ginásio Poliesportivo Adib Moysés Dib, São Bernardo do Campo |

| 05/09/2002 19:30 | Argentina | 39-11 | Paraguai | Ginásio Poliesportivo Adib Moysés Dib, São Bernardo do Campo |
| 05/09/2002 19:30 | (19:4)    |       |          | Ginásio Poliesportivo Adib Moysés Dib, São Bernardo do Campo |
| 05/09/2002 19:30 |           |       |          | Ginásio Poliesportivo Adib Moysés Dib, São Bernardo do Campo |

| 06/09/2002 17:00 | Chile | 17-19 | Uruguai | Ginásio Poliesportivo Adib Moysés Dib, São Bernardo do Campo |
| 06/09/2002 17:00 | (6-9) |       |         | Ginásio Poliesportivo Adib Moysés Dib, São Bernardo do Campo |
| 06/09/2002 17:00 |       |       |         | Ginásio Poliesportivo Adib Moysés Dib, São Bernardo do Campo |

| 06/09/2002 17:30 | Brasil | 18-22 | Argentina | Ginásio Poliesportivo Adib Moysés Dib, São Bernardo do Campo |
| 06/09/2002 17:30 | (7-14) |       |           | Ginásio Poliesportivo Adib Moysés Dib, São Bernardo do Campo |
| 06/09/2002 17:30 |        |       |           | Ginásio Poliesportivo Adib Moysés Dib, São Bernardo do Campo |

| 07/09/2002 15:30 | Argentina | 30-12 | Uruguai | Ginásio Poliesportivo Adib Moysés Dib, São Bernardo do Campo |
| 07/09/2002 15:30 | (15-6)    |       |         | Ginásio Poliesportivo Adib Moysés Dib, São Bernardo do Campo |
| 07/09/2002 15:30 |           |       |         | Ginásio Poliesportivo Adib Moysés Dib, São Bernardo do Campo |

| 07/09/2002 17:30 | Brasil | 37-10 | Paraguai | Ginásio Poliesportivo Adib Moysés Dib, São Bernardo do Campo |
| 07/09/2002 17:30 | (18-4) |       |          | Ginásio Poliesportivo Adib Moysés Dib, São Bernardo do Campo |
| 07/09/2002 17:30 |        |       |          | Ginásio Poliesportivo Adib Moysés Dib, São Bernardo do Campo |

## Disputa do bronze
| 09/09/2002 18:00 | Uruguai | 24-17 | Chile | Ginásio Poliesportivo Adib Moysés Dib, São Bernardo do Campo |
| 09/09/2002 18:00 | (12-9)  |       |       | Ginásio Poliesportivo Adib Moysés Dib, São Bernardo do Campo |
| 09/09/2002 18:00 |         |       |       | Ginásio Poliesportivo Adib Moysés Dib, São Bernardo do Campo |

## Disputa do ouro
| 09/09/2002 20:00 | Argentina | 20-18 | Brasil | Ginásio Poliesportivo Adib Moysés Dib, São Bernardo do Campo |
| 09/09/2002 20:00 | (18-7)    |       |        | Ginásio Poliesportivo Adib Moysés Dib, São Bernardo do Campo |
| 09/09/2002 20:00 |           |       |        | Ginásio Poliesportivo Adib Moysés Dib, São Bernardo do Campo |

## Classificação Final
|   | Argentina |
|   | Brasil    |
|   | Uruguai   |
| 4 | Chile     |
| 5 | Paraguai  |

|  | equipes qualificadas para os Jogos Pan-Americanos de 2003 |